# Mondragone
Mondragone est une ville italienne d'environ 28 400 habitants (2022) située dans la province de Caserte en Campanie.

## Histoire
Les premières implantations humaines (constatées lors des dernières fouilles réalisées sur le site), datent de l'ère quaternaire et les premiers habitants de la région, après la période néolithique, furent les Aurunces (latin : Aurunci) peuple italique d’origine indo-européenne, dont on situe l’installation vers le début du Ier millénaire av. J.-C. Ils vivaient dans des villages dispersés sur le territoire, sans fortifications et étaient donc une proie facile des Romains qui les envahirent en 296 av. J.-C. qui fondèrent la colonie de Sinuessa. Certains auteurs mentionnent également la présence antérieure en ce lieu d’une cité grecque nommée "Sinope"; mais on accorde peu de crédit à cette indication. Si cette cité à jamais existé, elle a entièrement disparu, et le site faisait partie du territoire de la cité Ausones de Vescia, quand les Romains décidèrent d’implanter les deux colonies de Minturnae et Sinuessa sur la mer Tyrrhénienne. Le but de cette colonisation était de protéger cette région fertile des attaques des montagnards Samnites, qui l’avaient envahi à plusieurs reprises. Pour cette raison, le peuple de Rome fut réticent au début à venir s’installer dans ces colonies, qui furent néanmoins bâties l’année suivante, en -296.
Sinuessa semble être rapidement devenue une place importante; mais elle pâtit de la deuxième guerre punique : son territoire est ravagé en -217 par la cavalerie d’Hannibal, jusqu’aux portes de la ville. Lorsque l’armée d’Hasdrubal Barca menace de pénétrer en Italie en -208, Rome impose des levées de troupes supplémentaires. Sinuessa, comme Minturnae et d’autres colonies maritimes, tente de faire valoir leurs dispenses en cas de levée des troupes terrestres, dispenses compensant leur contribution navale; mais ceci leur fut refusé tant qu’une armée ennemie stationnerait en Italie. Plus tard en -191 pendant les préparatifs de l’expédition contre Antiochos III, Sinuessa et d’autres colonies réclament cette fois une dispense pour le service maritime, mais sans succès.
La fertilité du sol et la proximité de la mer contribuent certainement à la prospérité de Sinuessa et firent qu'en peu de temps, la colonie se peupla, attirant plusieurs citadins et arrivant à contenir 9 000 habitants dans la zone de la plaine. Cicéron en fait fréquemment mention, et Jules César y fit halte dans sa marche vers Brindes (Brundisium) à Rome, en -99. Elle est aussi mentionnée par Horace dans son voyage vers Brindes (Brundisium), comme le lieu de rencontre avec ses amis Plotius, Varius et Virgile.
À partir du IIe siècle av. J.-C. commença à se répandre la culture de la vigne, avec la production du vin Falerne, décrit dans plusieurs œuvres de Virgile (poète latin) dont «Nectar des Dieux », la ville put jouir d'une grande renommée. En outre, la proximité de la via Appia facilita le commerce et le tourisme. En fait, de nombreux citoyens romains, politiciens, de riches marchands, hommes d'affaires, y firent construire leur villa et maison de vacances, comme le poète Sextus Turpilius (mort à Sinuessa en 104 av. J.-C.), Cicéron (orateur et homme politique romain écrivain, mort en 43 av. J.-C.), Gaius Ofonius Tigellinus (préfet), en bref, Sinuessa est devenu une destination touristique très populaire, même pour les propriétés hautement curatives de ses thermes, adaptées, selon la tradition, non seulement pour traiter l'infertilité chez les femmes, mais aussi la maladie mentale. Au Ier siècle apr. J.-C., la ville atteignit sa plus haute splendeur pour l'inauguration d'un autre important carrefour, la via Domiziana. Cette prospérité commença à décliner en raison d'une crise de l'agriculture.
En 375 Sinuessa a subi des dégâts du fait d'un tremblement de terre catastrophique. Par la suite les habitants de la ville commencèrent à se réfugier sur les pentes du mont Petrino pour échapper aux invasions répétées des barbares.

La date exacte de son abandon ou de sa destruction est inconnue.

## Administration
| Période                                  | Période | Identité | Étiquette | Qualité |
| ---------------------------------------- | ------- | -------- | --------- | ------- |
|                                          |         |          |           |         |
| Les données manquantes sont à compléter. |         |          |           |         |

### Hameaux
Levagnole, Pescopagano

### Communes limitrophes
Cancello e Arnone, Castel Volturno, Falciano del Massico, Sessa Aurunca